# بيت أبو جيداء (جحانة)

تعديل مصدري - تعديل

بيت أبو جيداء هي إحدى قرى عزلة سهمان جحانة بمديرية جحانة التابعة لمحافظة صنعاء، بلغ تعداد سكانها 483 نسمة حسب تعداد اليمن لعام 2004.